# 南オーストラリア州総督

総督旗（現在）

総督旗（1904年 - 1975年）

総督旗（1870年 - 1876年）

南オーストラリア州総督 (Governor of South Australia) は、南オーストラリア州の総督。

## 一覧
| #  | 画像 | 氏名                                           | 就任日         | 退任日         |
| -- | ---- | ---------------------------------------------- | -------------- | -------------- |
| 1  |      | ジョン・ハインドマーシュ                       | 1836年12月28日 | 1838年7月16日  |
| 2  |      | ジョージ・ゴーラー                             | 1838年10月17日 | 1841年5月15日  |
| 3  |      | ジョージ・グレイ                               | 1841年5月15日  | 1845年10月25日 |
| 4  |      | フレデリック・ローブ                           | 1845年10月25日 | 1848年8月2日   |
| 5  |      | ヘンリー・ヤング                               | 1848年8月2日   | 12月20日1854   |
| 6  |      | リチャード・グレイヴス・マクドネル             | 1855年6月8日   | 1862年3月4日   |
| 7  |      | ドミニク・デイリー                             | 1862年3月4日   | 1868年2月19日  |
| 8  |      | ジェームズ・ファーガソン                       | 1869年2月16日  | 1873年4月18日  |
| 9  |      | アンソニー・マスグレイヴ                       | 1873年6月9日   | 1877年1月29日  |
| 10 |      | ウィリアム・ジャーヴォイス                     | 1877年10月2日  | 1883年1月9日   |
| 11 |      | ウィリアム・クリーバー・フランシス・ロビンソン | 1883年2月19日  | 1889年3月5日   |
| 12 |      | アルジャーノン・キース＝フォーコナー           | 1889年4月11日  | 1895年4月10日  |
| 13 |      | トーマス・バクストン                           | 1895年10月29日 | 1899年3月29日  |
| 14 |      | ハラム・テニスン                               | 1899年4月10日  | 1902年7月17日  |
| 15 |      | ジョージ・ル・ハント                           | 1903年7月1日   | 1909年2月18日  |
| 16 |      | デイ・ボーザンケット                           | 1909年2月18日  | 1914年3月22日  |
| 17 |      | ヘンリー・ゴールウェイ                         | 1914年4月18日  | 1920年4月30日  |
| 18 |      | アーチボルド・ウェイゴール                     | 1920年6月9日   | 1922年5月30日  |
| 19 |      | トム・ブリッジス                               | 1922年12月4日  | 1927年12月4日  |
| 20 |      | アレクサンダー・ホア＝ラズヴァン伯爵           | 1928年5月14日  | 1934年4月26日  |
| 21 |      | ウィンストン・ダガン                           | 1934年7月28日  | 1939年2月23日  |
| 22 |      | マルコム・バークレイ＝ハーヴィー               | 1939年8月12日  | 1944年4月26日  |
| 23 |      | ウィロビー・ノリー                             | 1944年12月19日 | 1952年6月19日  |
| 24 |      | ロバート・ジョージ                             | 1953年2月23日  | 1960年3月7日   |
| 25 |      | エドリック・バスティアン                       | 1961年4月4日   | 1968年6月1日   |
| 26 |      | ジェームズ・ハリソン                           | 1968年12月4日  | 1971年9月16日  |
| 27 |      | マーク・オリファント                           | 1971年12月1日  | 1976年11月30日 |
| 28 |      | ダグラス・ニコルズ                             | 1976年12月1日  | 1977年4月30日  |
| 29 |      | キース・シーマン                               | 1977年9月1日   | 1982年3月28日  |
| 30 |      | ドナルド・ダンスタン                           | 1982年4月23日  | 1991年2月5日   |
| 31 |      | ローマ・ミッチェル                             | 1991年2月6日   | 1996年7月21日  |
| 32 |      | エリック・ニール                               | 1996年7月22日  | 2001年11月3日  |
| 33 |      | マージョリー・ジャクソン＝ネルソン             | 2001年11月3日  | 2007年7月31日  |
| 34 |      | ケビン・スカース                               | 2007年8月8日   | 2014年8月7日   |
| 35 |      | ヒュー・ヴァン・レ                             | 2014年9月1日   | 2021年10月7日  |
| 36 |      | フランシス・アダムソン                         | 2021年10月7日  | 現職           |

## 総督代行[1]
| ジョージ・ミルナー・スティーヴン     | 1838年                                         |
| ボイル・トラヴァース・フィニス       | 1854年 - 1855年                                |
| フランシス・ギルバート・ハムリー     | 1868年 - 1869年                                |
| ジェームズ・ハーウッド・ロック       | 1870年                                         |
| リチャード・デイヴィス・ハンソン     | 1872年 - 1873年                                |
| ウィリアム・ウェリントン・ケアンズ   | 1877年                                         |
| サミュエル・ジェームズ・ウェイ       | 1877年 - 1915年（不連続）                      |
| ジェームズ・ペン・ブーコート         | 1885年、1886年、1888年、1890年、1891年、1897年 |
| ウィリアム・ヘンリー・バンディー     | 1888年                                         |
| ジョージ・ジョン・ロバート・マレイ   | 1916年 - 1924年、1926年 - 1942年               |
| トーマス・スレイニー・プール         | 1925年                                         |
| ハーバート・アンガス・パーソンズ     | 1935年 - 1942年（不連続）                      |
| ジョン・メリス・ネイピア             | 1942年 - 1973年（不連続）                      |
| ハーバート・メイヨー                 | 1946年 - 1965年（不連続）                      |
| ジェフリー・サンドフォード・リード   | 1951年 - 1957年（不連続）                      |
| ジョン・ジェファーソン・ブレイ       | 1968年 - 1973年（不連続）                      |
| デイヴィッド・スターリング・ホガース | 1971年                                         |
| ウォルター・ラッセル・クロッカー     | 1973年 - 1982年（不連続）                      |
| コンダー・ルイス・ローク             | 1982年 - 1992年（不連続）                      |
| レナード・ジェームズ・キング         | 1987年                                         |
| ベイジル・ステュアート・ヘッツェル   | 1992年 - 2000年（不連続）                      |
| ジョン・ジェレミー・ドイル           | 1999年 - （不連続）                            |
| ブルーノ・クルーミンズ               | 2000年 - （不連続）                            |
| ジョン・ウィリアム・ペリー           | 2002年                                         |
| ヒュー・ヴァン・レ                   | 2014年                                         |